# Hans Kleinwächter
Hans Kleinwächter (* 1915 in Trautenau, Österreich-Ungarn; † 26. Oktober 1997 in Lörrach, Baden-Württemberg) war ein deutscher Raketen- und Solarforscher.

## Leben
In seiner Jugend wollte Hans Kleinwächter Lokführer werden, kam aber über das Segelfliegen letztendlich zur Raumfahrt und später zur Solartechnik. Dem Physikstudium folgte 1940 die Promotion mit dem Thema Schwingungserscheinungen bei stark eingeengter Lichtbogensäule und bei anormalen Anodenfall in Dresden.
Nach einer Tätigkeit in der Heeresversuchsanstalt Peenemünde ließ sich Kleinwächter nach dem Zweiten Weltkrieg in Lörrach nieder und wurde für das ISL (Institut franco-allemand de recherches de Saint Louis), ein deutsch-französisches Rüstungsforschungsinstitut in Saint-Louis im südlichen Elsass, tätig.
Mit anderen Wissenschaftlern arbeitete er zu Beginn der 1960er Jahre am Raketenprogramm des ägyptischen Präsidenten Gamal Abdel Nasser, für das er auch vor Ort in Kairo tätig wurde.
Am 20. Februar 1963 entging Kleinwächter einem dem israelischen Geheimdienst Mossad zugeschriebenen Attentat, bei dem mit einer Pistole auf seinen Wagen geschossen wurde. Kleinwächter schrieb daraufhin im Mai 1963 einen Artikel für die rechtsextreme National-Zeitung (München). Darin warf er Israel einen „Angriffskrieg“ vor und erklärte, er identifiziere sich als Sudetendeutscher mit dem Schicksal der Palästinenser. Die Gründung Israels hielt er für völkerrechtswidrig. Für die Vertretung seiner Interessen gegenüber der israelischen Regierung ließ er sich durch Alfred Seidl juristisch vertreten, der durch die Verteidigung diverser Nazi-Größen bekannt und eng mit der neonazistischen Szene vernetzt war.
1971 gründete Hans Kleinwächter in Lörrach das Forschungslabor KLERA (Kleinwächter Raumfahrtlabor), das sich unter anderem der Roboterforschung und später als Bomin Solar schwerpunktmäßig der Solartechnik widmete. Gemeinsam mit seinem Sohn Jürgen entwickelte er als eines der ersten Produkte einen Solarabsorber für die Beheizung von Schwimmbädern.

## Auszeichnungen
- 1983 wurde Hans Kleinwächter mit der Ritter-von-Gerstner-Medaille ausgezeichnet.

## Trivia
Hans Kleinwächter findet Erwähnung im 2021 erschienenen Tatsachenroman Die Experten von Merle Kröger.

## Werke
- Übersicht über die theoretische Elektrotechnik. Repetitorium und Anleitung zur Durcharbeit der Grundlagen. Akademische Verlagsgesellschaft Geest & Portig, Leipzig 1954.